# Dálnice A18 (Polsko)
Dálnice A18 je polská dálnice na jihozápadě Polska. Začíná na hraničním přechodě s Německem Olszyna/Forst a končí na křižovatce Krzyżowa s dálnicí A4. V celé délce je po ní vedena evropská silnice E36. Její celková délka po dokončení bude 76,8 km, z toho je 5,3 km (celá dálnice) a 69,5 km severní poloviny dálnice. Ve výstavbě je 1,5 km (celá dálnice) a 32,3 km jižní poloviny dálnice. Severní polovina dálnice byla zrekonstruována v roce 2006. Jižní polovina dálnice bude zrekonstruována v letech 2020 - 2023. Vede přes Lubušské a Dolnoslezské vojvodství.

## Úseky v provozu

### Golnice - Krzyżowa
Má délku 7,0 km. Rok výstavby: 1936–1938, modernizace proběhla v roce 1995.

### Olszyna - Krzyżowa
V úseku Olszyna - Krzyżowa je sice provoz v obou jízdních pruzích, ale silnice je označena pouze jako silnice první třídy. Tento úsek bude označen jako dálnice až po přestavbě jižní poloviny dálnice.

## Křižovatky s jinými dálnicemi
| Exit     | Seznam silnic, které se zde křižují | Systém | Uvedení do provozu |
| -------- | ----------------------------------- | ------ | ------------------ |
| Krzyżowa | A4                                  |        | 2009               |

## Historie

### Třetí říše (výstavba jižní poloviny dálnice)
Začala se stavět za Třetí říše jako součást dálnice Reichsautobahn (RAB) 9, která měla spojit Berlínský okruh s Vratislaví a tehdejší německou částí Horního Slezska, ve které se nacházela města Bytom, Gliwice, Zabrze a Opole. 27. září 1936 byl otevřen první úsek dálnice z Vratislavi (dnešní křižovatka Bielany Wrocławskie) do Krzywy s délkou 91 km. Byly postaveny mimoúrovňové křižovatky, mosty, viadukty, lávky a propustky s rezervou pro stavbu druhé, severní poloviny dálnice.

### 1945–2000
V roce 1985 bylo plánováno zařazení do rychlostních silnic. V roce 1993 byla trasa zahrnuta do plánovaných dálnic a byla označena jako dálnice A12. Na úseku od hraničního přechodu v Olszyně po křižovatku Królów byla postavena druhá polovina dálnice. V roce 1995 byl modernizován 7 kilometrový úsek Golnice - Krzyżowa, kde byla vybudována čtyřpruhová dálnice s cementobetonovým povrchem. Tento úsek ale nesplňuje všechny dálniční normy a také mimoúrovňové křižovatky nebyly přestavěny podle nových standardů.

### 2001–2006 (rekonstrukce severní poloviny dálnice)
Dne 23. září 2004 státní podtajemník ministerstva dopravy Dariusz Skowroński, generální ředitel GDDKiA, zahájil výstavbu severní poloviny dálnice v úseku Olszyna - Golnice. Práce byly dokončeny v polovině roku 2006.

### 2006–2017
Po zprovoznění severní poloviny dálnice byla v letech 2007–2009 naplánována rekonstrukce (demolice a přestavba) 70 let staré jižní poloviny dálnice v úseku Olszyna - Golnice. Dne 18. května 2006 vyhlásila pobočka GDDKiA v Zelené Hoře výběrové řízení na návrh rekonstrukce jižní poloviny dálnice A18. Nabídky byly otevřeny 10. července téhož roku a 2. října 2006 byla podepsána smlouva se společností Biuro Projektowo-Badawczy Dróg i Mostów Transprojekt - Warszawa Sp. pro přípravu dokumentace do 13 měsíců.
29. června 2009 bylo vyhlášeno výběrové řízení na rekonstrukci jižní poloviny dálnice, které však bylo zrušeno 23. února 2011. Bylo to kvůli nedostatku finančních prostředků na stavbu.

### 2018 - nyní (rekonstrukce jižní vozovky)
Probíhá rekonstrukce jižní poloviny dálnice.